# 음성 운곡서원
음성 운곡서원(陰城 雲谷書院)은 충청북도 음성군 삼성면에 있는 서원이다. 1990년 12월 14일 충청북도의 문화재자료 제11호로 지정되었다.

## 개요
조선 선조 35년(1602)에 충주목사 정구(鄭逑)가 이미 있던 백운서당에 주자를 모시고 백운서원이라 하였는데，현종 2년(1661)에 정구를 배향하고 운곡서원이라 하였다. 숙종 2년(1676) 나라에서 현판을 받아 사액서원이 되었고 고종 8년(1871) 흥선대원군의 서원철폐령 때 철거되었다. 고종 31년(1894)에 서원을 다시 지었는데，다음해 구 영정을 가져와서 봉안하였다.
교육 공간과 제사 공간으로 크게 나뉘는데，앞쪽 교육 공간에는 현재 주춧돌만 남아 있다. 그 뒤편의 제사 공간에는 ‘운곡서원’이라는 현판이 걸린 사당이 있다. 사당은 앞면 3칸·옆면 2칸 규모이며，지붕은 옆면에서 볼 때 사람 인(人)자 모양인 맞배지붕이다.
비록 규모는 작으나, 간결하고 소박하게 처리한 건축 양식에서 서원 건축의 한 특징을 볼 수 있다.